# 完成
完成（かんせい）とは、事物が出来上がることである。

## 法律用語における完成
日本の法律用語においても完成とは一定の事実や仕事が出来上がることを言う。特に仕事が出来上がることに用い、請負契約では一方がその仕事が完成することを契約成立の要件とするため、報酬請求権も完成後に生じることとなる。また、時効が効力を発生する状態が成立する状態が成立することを時効の完成という。

## 関連用語
- 竣工（しゅんこう、建築物などの完成の例）
- 竣攻（しゅんこう、 竣工とほぼ同じ意味で、特に神事に関わる建物の完成時に使われる ）
- 完工（かんこう、 建築や土木工事だけでなく、付帯工事も含めて全ての工事が完了した状態を指す）
- 落成（らくせい、 建物が完成したことを意味し、竣工とほぼ同じ意味で使われますが、竣工式とは異なり、工事関係者や近隣住民への感謝の意味合いが強い ）

## 参考資料
- 法令用語事典（学陽書房、ISBN 4-313-11308-8）